# レソト労働党
レソト労働党（レソトろうどうとう、レソト労働者党〈レソトろうどうしゃとう〉、英語: Lesotho Workers' Party）は、レソトの政党。
2002年5月25日に行われた国民議会議員選挙では1議席を獲得した。2007年2月17日に行われた総選挙では比例区で10議席を獲得した。全バソト会議と連合を組んでいる。